# طاووسک جزیره شمالی
طاووسک جزیره شمالی (نام علمی: Porphyrio mantelli) نام یک گونه منقرض‌شده از سرده طاووسک‌ها است.